# (35239) Ottoseydl
(35239) Ottoseydl est un astéroïde de la ceinture principale.

## Description
(35239) Ottoseydl est un astéroïde de la ceinture principale. Il fut découvert le 25 septembre 1995 à l'observatoire Kleť par Miloš Tichý et Zdeněk Moravec. Il présente une orbite caractérisée par un demi-grand axe de 2,89 UA, une excentricité de 0,08 et une inclinaison de 1,4° par rapport à l'écliptique.